# Фальський Всеволод Степанович
Всеволод Степанович Фальський (біл. Усевалад Сцяпанавіч Фальскі; *7 березня 1886 ці 8.3.1887 — ?) — білоруський громадсько-політичний, державний та культурний діяч, актор; один з творців білоруського професійного театру.

## Біографія
Народився у селі Лошиця Мінського повіту Мінської губернії (тепер — в межах Мінська). Закінчив три курси Лісового інституту в Петербурзі. У 1906 році долучився до білоруського руху. Протягом 1915—1918 років брав участь в організації та був головою Першого товариства білоруської драми і комедії, Мінського товариства працівників мистецтва. Був одруженим.
Виконавець головних ролей в спектаклях «Палінка» Янки Купали, «Пошилися в дурні» М. Кропивницького, «Модний шляхтич» К. Каганця, «Безневинна кров» В. Голубка та інші. Бів членом Мінського відділення Білоруського товариства допомоги потерпілим від війни, замісником голови Білоруського національного комітету у Мінську, представником Білоруської ради на Демократичній нараді 1917 року. На Загальнобілоруському з'їзді був одним з лідерів лівого крила. З серпня 1918 — в Москві, брав участь у створенні білоруської секції РКП(б). Очолював комісаріат закордонних справ Тимчасового робочо-селянського уряду Білорусі (січень 1919). У 1919 двічі арештований радянською владою. Під час польської окупації Білорусі (1919—1920) замісник начальника району з експлуатації лісів. У 1921 — замісник голови відділу мистецтв, вчений секретар Академічного центру Наркомата освіти БРСР. З 3-го вересня 1921 року арештований та засуджений до 5 років ув'язнення у смоленській каторжній в'язниці. З 1923 діловод робфаку при Смоленському університеті. З 1925 жив у
Києві, працював директором драматичного театру імені Марії Заньковецької, листувався з Інбілкультом. Реабілітований Військовою прокуратурою Республіки Білорусь 6-го серпня 1996.